# Mikoyan Gurevich
La Mikoyan, più nota con il suo nome storico di Mikoyan-Gurevich e in particolare l'acronimo MiG (in cirillico: Микоян-Гуревич, МиГ), è una nota azienda russa produttrice di aeroplani militari, principalmente aerei da caccia. Ai tempi dell'Unione Sovietica la Mikoyan era un design bureau (OKB) fondato da Artëm Mikojan e Michail Gurevič.
Il design bureau Mikoyan-Gurevich è tra i più conosciuti uffici tecnici di costruzioni aeronautiche dell'era sovietica, avendo prodotto alcuni tra i più noti caccia del periodo. l'OKB Mikoyan-Gurevich ha lavorato su approssimativamente 250 progetti diversi, 120 dei quali entrarono in produzione, per un totale di più di 15 000 aeroplani usciti di fabbrica.

## Storia
L'OKB Mikoyan-Gurevich fu fondato nel dicembre del 1939 da Artëm Ivanovič Mikojan, un giovane ingegnere cresciuto in un remoto villaggio dell'Asia. Mikojan aveva lavorato come meccanico negli anni venti prima di laurearsi in una accademia militare nel 1937. Lavorò per un breve periodo per Nikolaj Nikolaevič Polikarpov, a quei tempi il più noto disegnatore di aeroplani. Quando a Mikojan fu affidato un OKB tutto suo unì le sue forze con Michail Iosifovič Gurevič, un ingegnere aeronautico che recentemente era stato negli USA per negoziare la licenza per costruire una versione sovietica del Douglas DC-3. Il primo progetto di Mikojan e Gurevič fu lo I-200 (a quell'epoca si usava battezzare l'aeroplano con una sigla che indicasse la sua funzione e non l'ingegnere che l'avesse progettato), un intercettore d'alta quota, a cui ben presto venne assegnato dal Ministero dell'Aeronautica il nome MiG-1.
Le sigle degli aeroplani, da una direttiva del 1941 del Ministero dell'Aeronautica sovietico, indicano le prime due iniziali del cognome del progettista generale a capo dell'ufficio tecnico o, se l'ufficio ha più progettisti generali, le prime due iniziali del primo seguite dalla prima iniziale degli altri. Segue infine un numero progressivo, dispari per i caccia e pari per tutti gli altri aeroplani (qualche fonte interpreta erroneamente la sigla come l'unione delle prime lettere dei cognomi dei capoprogettisti unite da una "i" che in russo vuol dire "e" congiunzione semplice). Si riporta come altro esempio la sigla LaGG acronimo ricavato dai cognomi di Semën Alekseevič Lavočkin, Vladimir Petrovič Gorbunov, Michail Ivanovič Goudkov.
Il MiG-1 fu un caccia molto potente ed avanzato per la sua epoca, sia pur penalizzato da una manovrabilità assolutamente insufficiente a causa dell'enorme motore anteriore, che sbilanciava l'aereo. La VVS non li utilizzò che raramente, dato che un intercettore d'alta quota non era molto utile contro gli attacchi dei bombardieri strategici tedeschi. Fu nel dopoguerra che il design bureau numero 155 (dal numero della fabbrica assegnatagli), crebbe in grandezza ed influenza.
Usando la tecnologia tedesca, Mikojan e Gurevič diedero vita al primo caccia a getto sovietico, il MiG-9, che volò il 24 aprile del 1946. Nell'agosto dello stesso anno Stalin ordinò dieci caccia per la parata nazionale per la festa della rivoluzione d'ottobre sulla piazza Rossa. Gli ingegneri ed i meccanici lavorarono a ritmo serrato per essere pronti per novembre, ma -ironia della sorte- la parata fu annullata per le avverse condizioni meteorologiche. Ma il MiG-9 entrò presto in servizio, seguito da molte altre macchine divenute famose durante la guerra fredda.
I modelli successivi, come il MiG-15, che partecipò alla guerra di Corea, il MiG-17 ed il MiG-19 (il primo caccia supersonico in crociera sovietico) e il MiG-21 ("Fishbed" per gli occidentali), la più prodotta ed esportata unità sovietica, ebbero un ampio successo.
Gli ultimi caccia prodotti sotto il disegno di Mikojan e Gurevič furono il MiG-23 "Flogger", il primo caccia con ali a geometria variabile sovietico, ed il MiG-25 "Foxbat" un caccia intercettore capace di volare a Mach 3. Gurevič era andato in pensione nel 1964, Mikojan morì nel 1970 e fu sostituito dal suo vice, Rostislav Apollosovič Beljakov.
Con Belyakov al timone il MiG OKB produsse diversi nuovi caccia per la VVS: il MiG-29 "Fulcrum" intercettore leggero, ed il MiG-31 "Foxhound" caccia intercettore e ricognitore, entrambi degli inizi degli anni settanta. Oltre agli aeroplani il design bureau studiò e produsse anche missili antinave, da crociera e antisatellite, persino un'astronave spaziale riutilizzabile chiamata Spiral.
Con il dissolvimento dell'Unione Sovietica il design bureau, come tutte le altre strutture, dovette ristrutturarsi e far fronte alla crisi economica. Nel maggio 1995 il governo russo accentrò tutte le fabbriche che facevano capo alla MiG nella società MAPO-MiG (Moskowskoje Awiazionnoje Promyschlennoje Objedinenije, associazione delle fabbriche aeronautiche di Mosca). Alla fine degli anni novanta, quando si era vicino al collasso dell'economia russa, la compagnia fu travolta da scandali di malversazione finanziaria, dalla accesa competizione della Sukhoi, e da importanti licenziamenti. Nel dicembre 1999 il governo russo ribattezzò la MAPO-MiG in MiG Aircraft Building Corporation ed annunciò novità come una possibile fusione con la rivale Sukhoi.
Per riuscire a sopravvivere la MiG si concentrò sull'esportazione e l'aggiornamento del MiG-29. A dispetto dell'aperto disinteresse del governo continuò a sviluppare nuovi progetti di caccia, come il MiG 1.42 ed il MiG 1.44.
Il governo russo sta progettando una fusione generalizzata di tutte le aziende che si occupano di costruzioni nel settore aeronautico/aerospaziale civile e militare (che, dopo il crollo dell'URSS, hanno incontrato vaste difficoltà economiche): la futuribile United Aircraft Building Corporation derivata da un'unione di Ilyushin, Irkut, Mikoân, Sukhoi, Tupolev e Yakovlev.

## Lista degli aeroplani MiG
Con la direttiva NKAP numero 704 del 9 dicembre 1940 del Commissariato del popolo per l’industria aeronautica, la designazione ufficiale degli aeromobili in Unione Sovietica venne riorganizzata. Conseguentemente ogni apparecchio, una volta entrato allo stadio di prototipo e accettato da una commissione apposita, veniva registrato con le prime due iniziali del cognome del capo dell'OKB e da un numero progressivo, dispari per i caccia e pari per tutti gli altri apparecchi, anche se non mancano numerose eccezioni. Nel caso in cui i progettisti capo fossero stati più d'uno l'iniziale del progettista seguente era solo una. Questo in parte spiega il motivo per il quale una sigla è stata riusata (MiG-9) e perché alcune sigle sono state saltate (quasi tutte le pari).

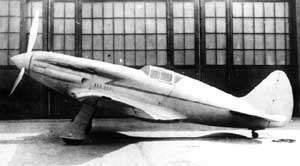
Un MiG-1 fotografato nel 1940

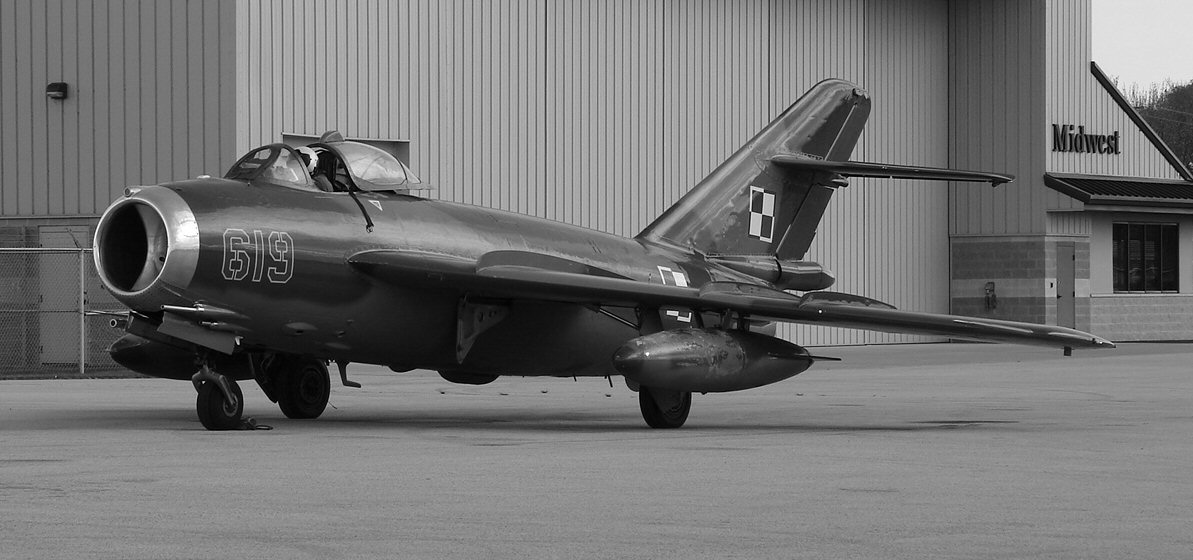
Un MiG-17

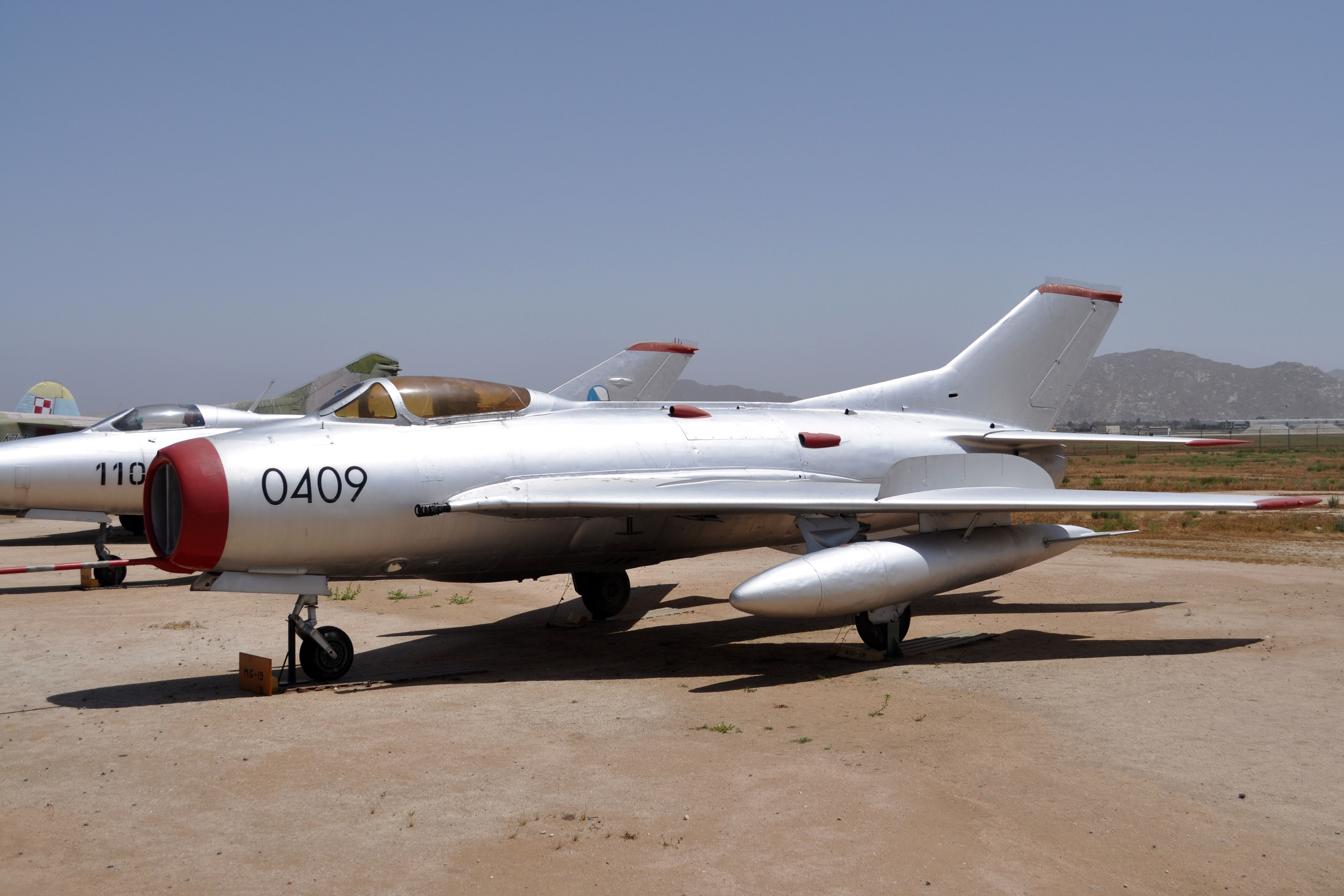
Un MiG-19

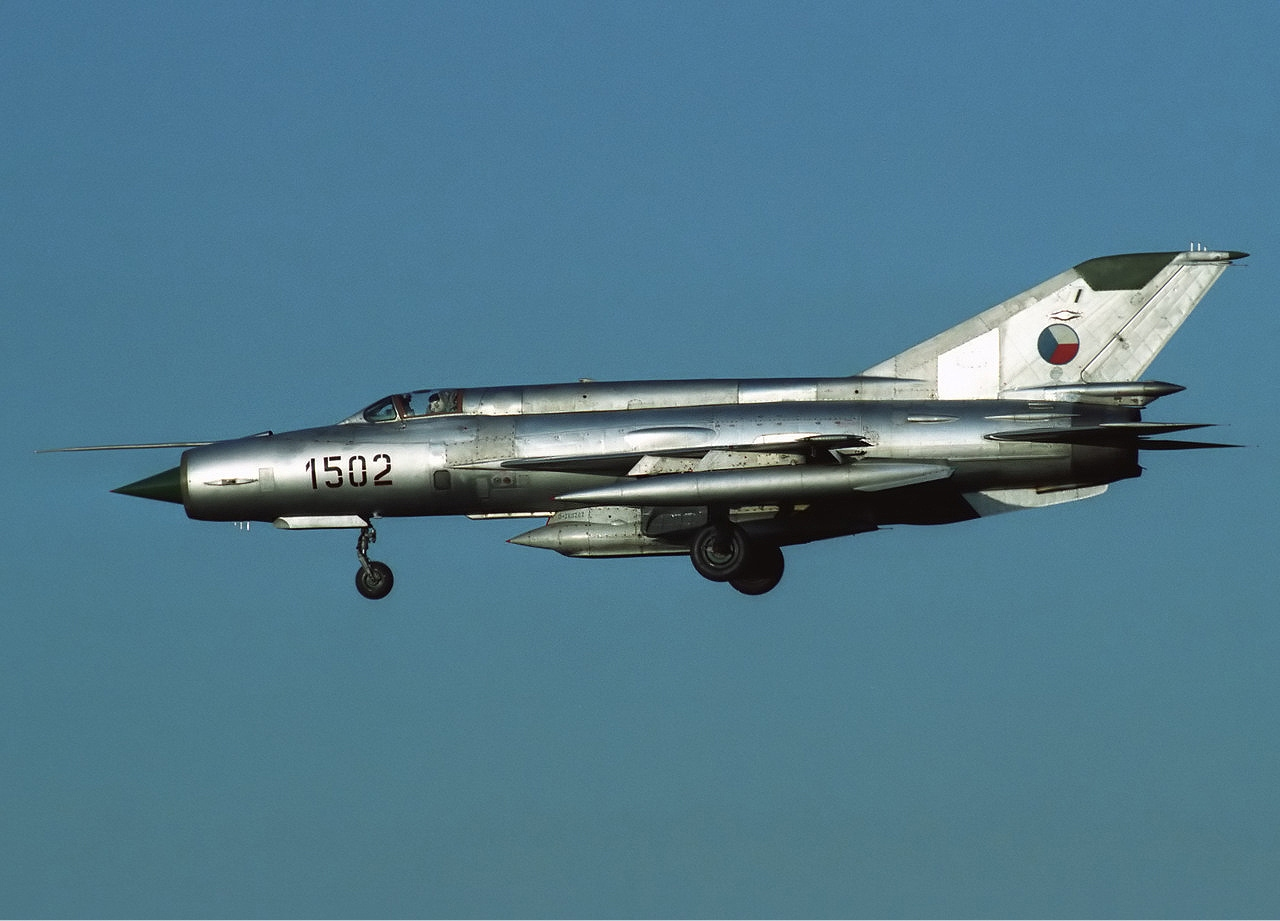
Un MiG-21R cecoslovacco

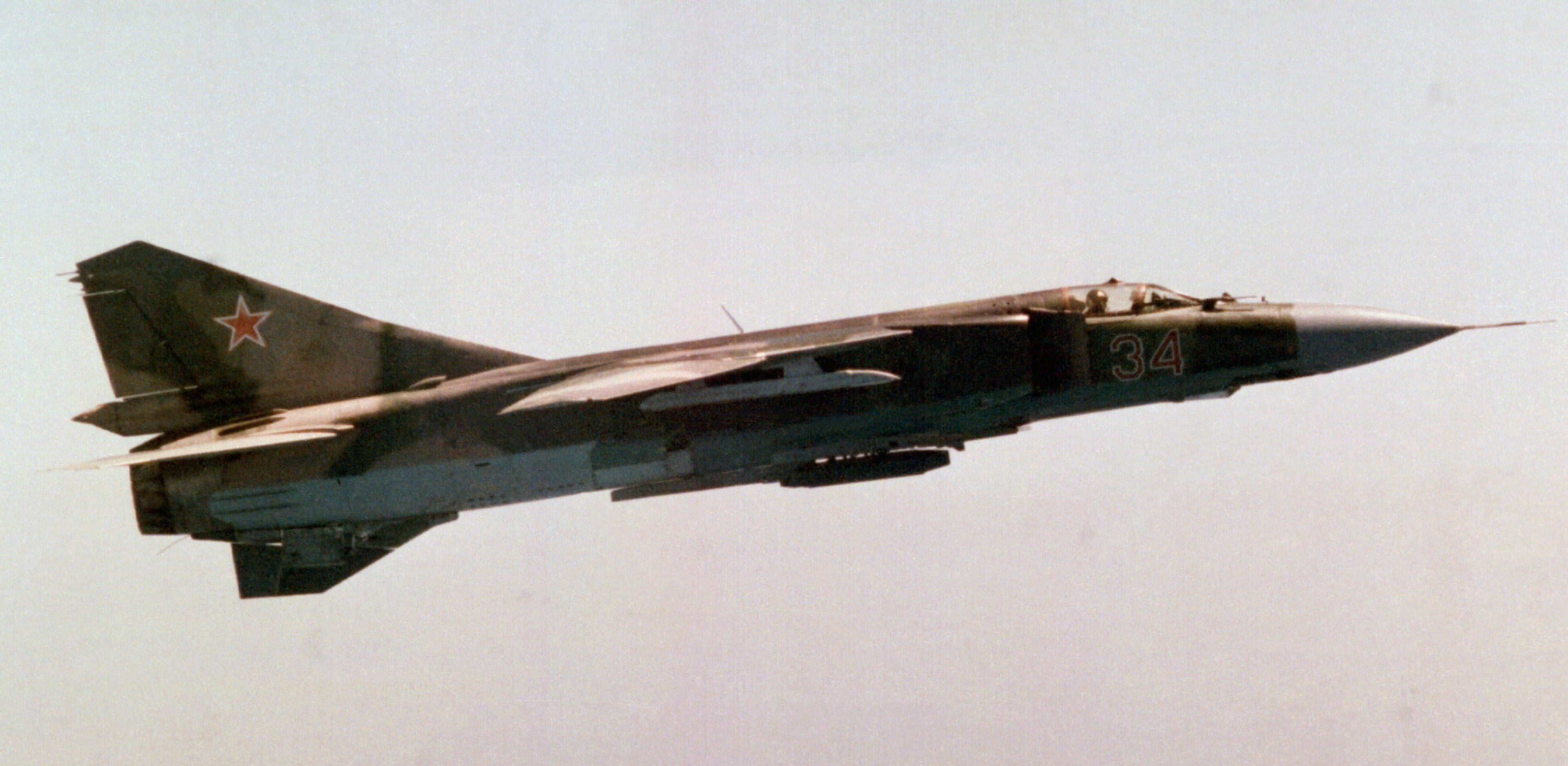
Un MiG-23 sovietico

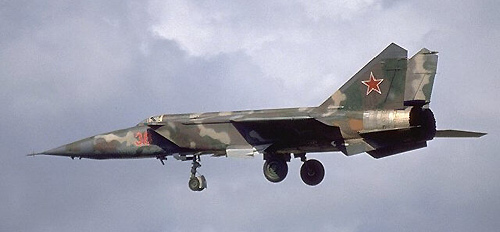
Un MiG-25 sovietico.Il MiG-25 aveva una velocità massima di Mach 3.2, fatto che allarmò l'occidente negli anni '70.

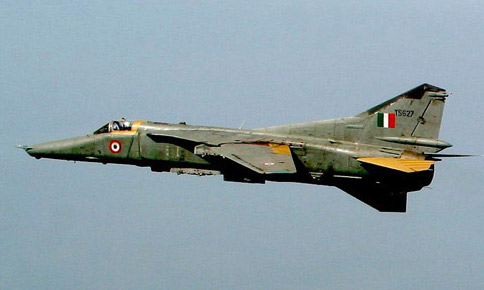
Un MiG-27 indiano

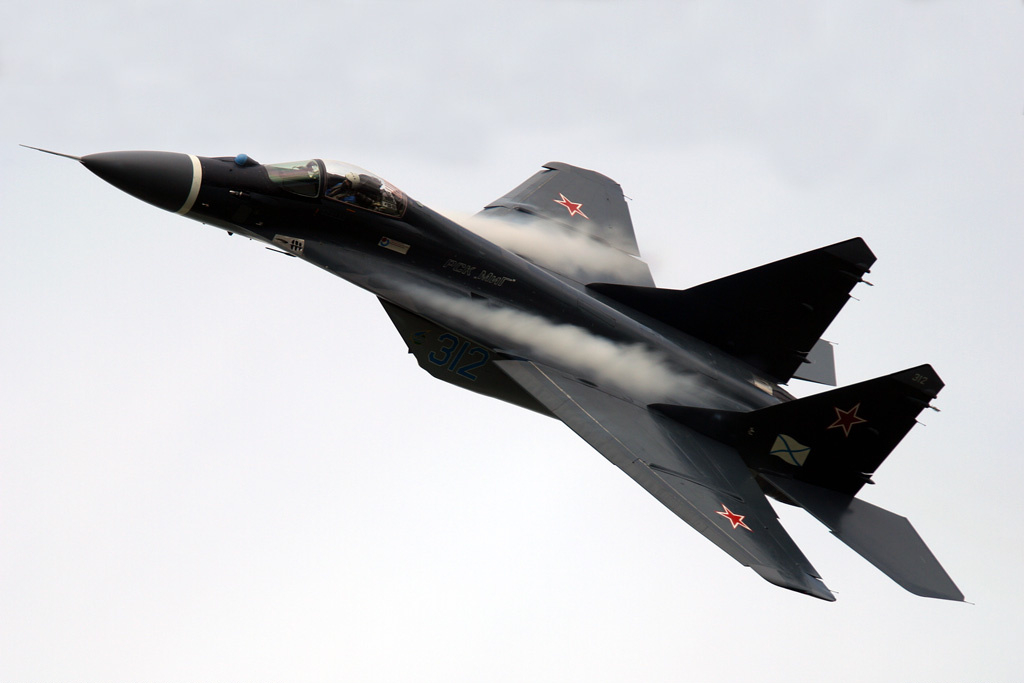
Un MiG-29K dell'aviazione navale russa

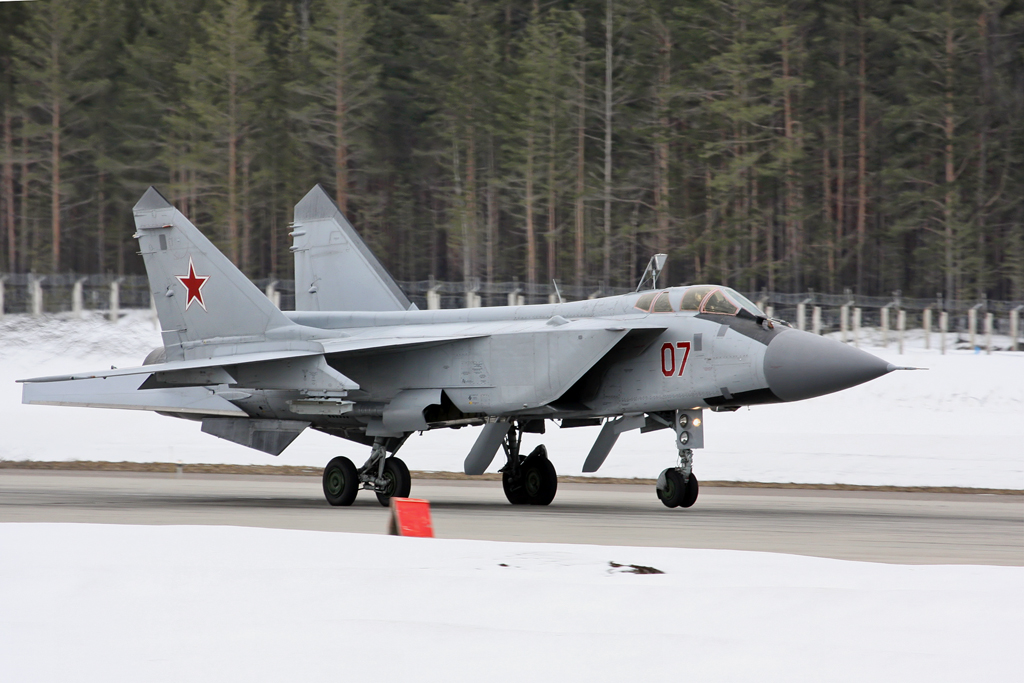
Un MiG-31 russo

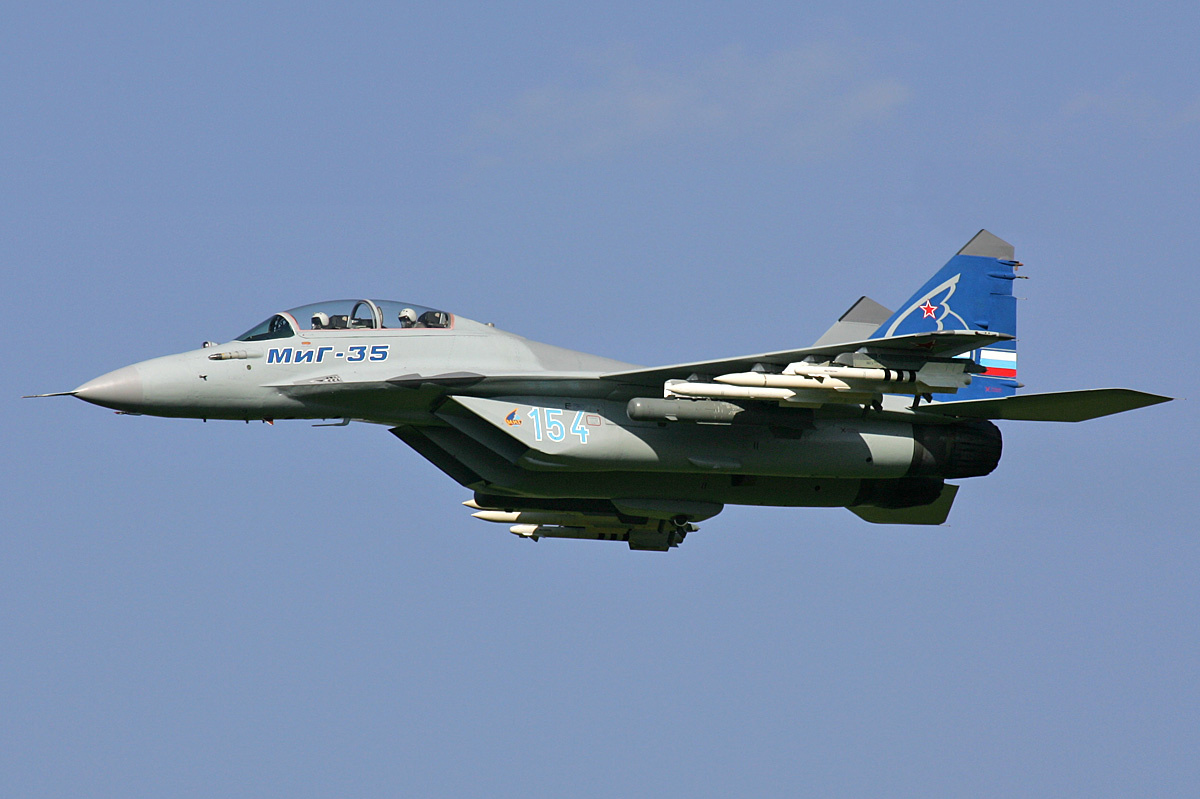
Un prototipo del MiG-35 fotografato nell'agosto 2007 a Mosca.

| Nome                               | Ruolo                                                                             | Anno |
| MiG-1 o I-200                      | Caccia intercettore d'alta quota monoposto a pistoni                              | 1941 |
| MiG-3 o I-63                       | Caccia intercettore d'alta quota monoposto a pistoni                              | 1941 |
| I-210                              | Caccia intercettore d'alta quota monoposto a pistoni                              | 1941 |
| MiG-5 o DIS o T o IT               | Cacciabombardiere ricognitore monoposto a pistoni bimotore                        | 1941 |
| MiG-7                              | Caccia intercettore d'alta quota monoposto a pistoni                              | 1941 |
| MiG-9 (designazione riusata) o IKh | Caccia monoposto a pistoni                                                        | 1941 |
| I-230 o D o MiG-3U                 | Caccia monoposto a pistoni                                                        | 1942 |
| I-220 o A                          | Prototipo di caccia monoposto a pistoni                                           | 1943 |
| I-221 o 2A                         | Prototipo di caccia monoposto a pistoni                                           | 1943 |
| I-222 o 3A                         | Prototipo di caccia monoposto a pistoni                                           | 1943 |
| I-231 o 2D                         | Caccia monoposto a pistoni                                                        | 1943 |
| I-211 o Ye                         | Prototipo di caccia monoposto a pistoni                                           | 1943 |
| MiG-11                             | Sigla non usata ufficialmente, riservata per allo I-220 qualora prodotto in serie | -    |
| I-224 o 4A                         | Prototipo di caccia monoposto a pistoni                                           | 1944 |
| MiG-13 o I-250 o N                 | Caccia monoposto bimotore a propulsione mista                                     | 1945 |
| MiG-8                              | Aeroplano da turismo a tre posti a pistoni                                        | 1945 |
| I-300 o F                          | Prototipo di caccia monoposto bimotore a getto                                    | 1946 |
| I-301 o FS                         | Prototipo di caccia monoposto bimotore a getto                                    | 1946 |
| MiG-9                              | Caccia monoposto bimotore a getto                                                 | 1946 |
| FT                                 | Prototipo di addestratore biposto bimotore a getto                                | 1946 |
| I-270 o Zh                         | Caccia monoposto a razzo                                                          | 1947 |
| I-305 o FL                         | Caccia monoposto bimotore a getto                                                 | 1947 |
| I-307 o MiG-9 o FF                 | Caccia monoposto bimotore a getto                                                 | 1947 |
| I-308 o FR                         | Caccia monoposto bimotore a getto                                                 | 1947 |
| I-310 o S                          | Prototipo di caccia monoposto a getto                                             | 1947 |
| I-320 o FN                         | Prototipo di caccia monoposto a getto                                             | 1947 |
| MiG-15                             | Caccia monoposto a getto                                                          | 1947 |
| I-320R                             | Prototipo di caccia monoposto a getto                                             | 1947 |
| I-330                              | Prototipo di caccia monoposto a getto                                             | 1950 |
| MiG-17                             | Caccia monoposto a getto                                                          | 1950 |
| SF                                 | Prototipo di caccia monoposto a getto                                             | 1950 |
| SP-1                               | Prototipo di caccia monoposto a getto                                             | 1951 |
| SP-2                               | Prototipo di caccia monoposto a getto                                             | 1951 |
| SU                                 | Prototipo di cacciabombardiere monoposto a getto                                  | 1951 |
| SR                                 | Prototipo di caccia ricognitore monoposto a getto                                 | 1951 |
| I-340 o SM                         | Prototipo di caccia monoposto a getto                                             | 1951 |
| I-350                              | Prototipo di caccia monoposto a getto                                             | 1951 |
| I-360 o SM-2                       | Prototipo di caccia monoposto a getto                                             | 1951 |
| SM-7                               | Prototipo di caccia monoposto a getto                                             | 1951 |
| SM-9                               | Prototipo di caccia monoposto a getto                                             | 1951 |
| SM-10                              | Prototipo di caccia monoposto a getto                                             | 1951 |
| SM-20                              | Simulacro del Kh-20                                                               | 1951 |
| SM-K                               | Simulacro del Kh-10S                                                              | 1951 |
| SM-30                              | Prototipo di caccia monoposto a getto a decollo corto con razzo ausiliario        | 1951 |
| SM-50                              | Prototipo di caccia monoposto a getto                                             | 1951 |
| SM-51                              | Prototipo di caccia monoposto a getto                                             | 1951 |
| SM-52                              | Prototipo di caccia monoposto a getto                                             | 1951 |
| SN                                 | Prototipo di caccia monoposto a getto                                             | 1953 |
| MiG-19                             | Caccia monoposto a getto                                                          | 1955 |
| I-370 o Ye-1                       | Prototipo di caccia monoposto a getto                                             | 1955 |
| Ye-2                               | Prototipo di caccia monoposto a getto                                             | 1955 |
| Ye-50                              | Prototipo di caccia monoposto a getto                                             | 1955 |
| Ye-3 o I-380 e I-410               | Prototipo di caccia monoposto a getto                                             | 1956 |
| Ye-4                               | Prototipo di caccia monoposto a getto                                             | 1956 |
| Ye-5                               | Prototipo di caccia monoposto a getto                                             | 1956 |
| Ye-6                               | Prototipo di caccia monoposto a getto                                             | 1956 |
| SM-12                              | Prototipo di caccia monoposto a getto                                             | 1957 |
| Ye-7                               | Prototipo di caccia monoposto a getto                                             | 1957 |
| Ye-7U                              | Prototipo di caccia intercettore monoposto a getto                                | 1957 |
| Ye-7/5                             | Prototipo di caccia intercettore monoposto a getto                                | 1957 |
| Ye-9                               | Prototipo di caccia monoposto a getto                                             | 1958 |
| Ye-60                              | Prototipo di caccia monoposto a getto                                             | 1958 |
| Ye-150                             | Prototipo di caccia intercettore monoposto monomotore a getto                     | 1959 |
| Ye-151                             | Prototipo di caccia intercettore monoposto monomotore a getto                     | 1959 |
| Ye-152                             | Prototipo di caccia intercettore monoposto monomotore a getto                     | 1959 |
| Ye-166                             | Aeroplano da primato                                                              | 1961 |
| Ye-8                               | Prototipo caccia monoposto a getto                                                | 1962 |
| A-144 o MiG-21I                    | Prototipo sperimentale                                                            | 1964 |
| Ye-26                              | Prototipo caccia intercettore monoposto bimotore a getto                          | 1964 |
| Ye-155                             | Prototipo di caccia intercettore monoposto bimotore a getto                       | 1964 |
| MiG-25                             | Caccia intercettore monoposto bimotore a getto                                    | 1964 |
| MiG-105 "Spiral"                   | Astronavetta spaziale a razzo                                                     | 1965 |
| Ye-23DPD o 23-01 o Ye-23/1         | Prototipo di caccia monoposto a getto                                             | 1966 |
| Ye-23IG o 23-11 o Ye-23/11         | Prototipo di caccia monoposto a getto                                             | 1966 |
| Ye-76                              | Aeroplano da primato                                                              | 1967 |
| Ye-266                             | Aeroplano da primato                                                              | 1967 |
| MiG-23                             | Caccia monoposto a getto                                                          | 1968 |
| MiG-27                             | Cacciabombardiere monoposto a getto                                               | 1973 |
| Ye-33                              | Aeroplano da primato                                                              | 1974 |
| Ye-66                              | Aeroplano da primato                                                              | 1974 |
| MiG-31                             | Caccia intercettore biposto bimotore a getto                                      | 1975 |
| 9                                  | Prototipo di caccia intercettore monoposto bimotore a getto                       | 1977 |
| MiG-29                             | Caccia intercettore monoposto bimotore a getto                                    | 1985 |
| MiG-110                            | Prototipo da trasporto da 35 posti bimotore a turboelica                          | 1995 |
| MiG-33                             | Caccia intercettore monoposto bimotore a getto                                    | 1989 |
| MiG-AT                             | addestratore biposto bimotore a getto                                             | 1996 |
| MFI o 1-42 e 1-44                  | Prototipo caccia multiruolo monoposto bimotore a getto                            | 1998 |
| MiG-35                             | Caccia intercettore monoposto bimotore a getto                                    | 2005 |

### Velivoli immaginari
I MiG erano i più conosciuti caccia sovietici durante la guerra fredda, di conseguenza si possono trovare un gran numero di MiG nei film e nei libri occidentali, ma alcuni di essi sono di pura fantasia:
- il MiG-28 è un aereo inventato (non è mai esistito alcun MiG-28, essendo inoltre la numerazione pari non impiegata nei caccia) apparso nel film Top Gun del 1986. In realtà si trattava di F-5 Tiger II statunitensi della pattuglia "Aggressor" (una pattuglia addestrata a simulare le manovre degli aerei sovietici) ridipinti con una livrea apposita. La sigla MiG-28 è stata usata anche in un telefilm ed in un romanzo.
- Il MiG-31 "Firefox" è un altro aereo inventato usato in due romanzi (Firefox e Firefox Down) e nel film Firefox - Volpe di fuoco con Clint Eastwood. Curiosamente il radar del MiG-25, il predecessore del MiG-31, era stato soprannominato Fox Fire in codice NATO.
- Il MiG-37B "Ferret E" è un presunto prototipo di caccia sovietico risalente agli anni Ottanta, sulla cui effettiva esistenza non vi è certezza, divenuto famoso in ambito modellistico a seguito della commercializzazione da parte di Italeri di una riproduzione in scala in plastica.[2]